# Piotr Bernstein
Pour les articles homonymes, voir Bernstein.
Piotr Bernstein (1914-?) est une photographe russe.

## Biographie
Piotr Bernstein, photographe de la Grande Guerre patriotique, a travaillé pour RIA Novosti.

## Galerie

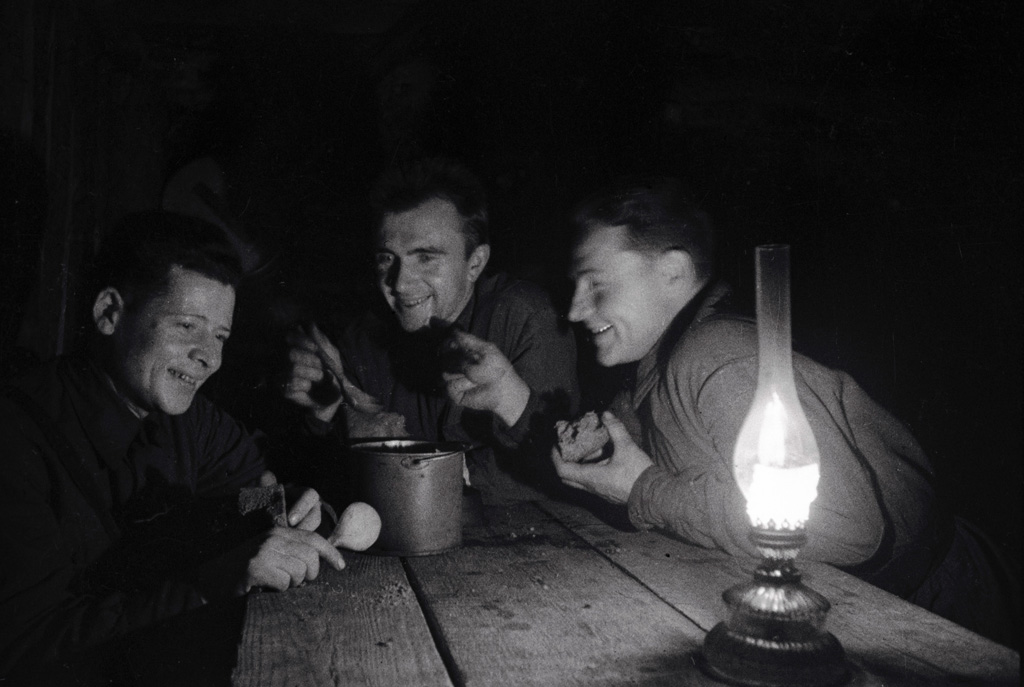